# Chasing Rivers
Chasing Rivers  är en musiksingel som framfördes av den svenska sångaren Nano från 2019 i hans andra deltagande i Melodifestivalen. Låten är skriven av Lise Cabble, Linnea Deb, Joy Deb, Thomas G:son och Nano Omar, och handlar om att vara sig själv och att man inte ska följa trender.
Nano framförde den i den första deltävlingen av Melodifestivalen 2019 där han tog sig andra chansen.  Nano tog sig vidare från andra chansen till finalen. Under tiden i Melodifestivalen råkade Nanos bror ut för en bilolycka, vilket gjorde att han ställde in allt som inte hade med festivalen att göra. Under framträdandet i Melodifestivalen visades en film med hans son. "Chasing Rivers" slutade på plats nummer 8.